# Războaiele Goguryeo-Sui
Războiul Goguryeo–Sui a fost o serie de campanii militare inițiate de Dinastia Sui China împotriva Goguryeo, unul dintre Cele trei regate ale Coreei, între 598 și 614. A rezultat înfrângerea Sui și a fost unul dintre factorii cruciali în prăbușirea dinastiei, ceea ce a dus la răsturnarea sa de către Dinastia Tang în 618.

## Fondul declanșării războiului
Dinastia Sui a unit China în 589, învingând Dinastia Chen și a încheiat diviziunea țării care a ținut aproape 300 de ani. După unirea Chinei, Sui și-a afirmat poziția de stăpân al țărilor vecine. Cu toate acestea, în Goguryeo,  unul dintre Cele trei regate ale Coreei, Pyeongwon si succesorul sau  Yeongyang au insistat să mențină o relație egală cu dinastia Sui.
Wendi de Sui a fost nemulțumit de provocarea din partea lui Goguryeo, care a continuat atacarea la scară mică în granița de nord a Sui. Wendi a trimis documente diplomatice în 596 după ce trimișii din Sui i-au identificat pe diplomații Goguryeo la curtea Khanatului de Est, cerând lui Goguryeo să anuleze orice alianță militară cu turcii, să oprească atacarea anuală a regiunilor de frontieră Sui și să-l recunoască pe Sui drept stăpânul lor. După primirea acestui mesaj, Yeongyang a lansat preventiv invazia cu Malgal împotriva chinezilor de-a lungul frontierei din provincia actuală Hebei; Era anul următor, 597.

## Cursul războiului

### Prima Invazie din 598

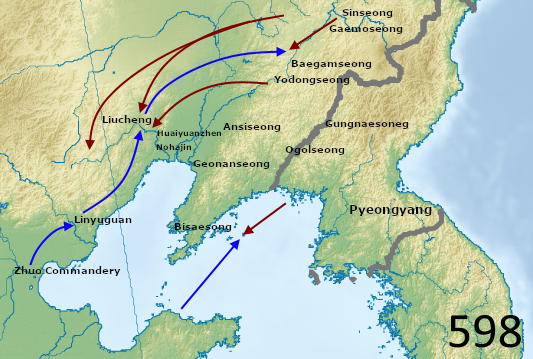
Prima Invazie Goguryeo-Sui, 598

Wendi a ordonat celui de-al cincilea și cel mai tânăr său fiu, Yang Liang (asistat de co-premierul Gao Jiong) și de amiralul Zhou Luohou (周 羅睺), să invadeze și să cucerească Goguryeo cu o armată și o armată totală 300.000, compuse în cea mai mare parte din arcași de cai.
Armata lui Yang Liang s-a confruntat cu sezonul ploios timpuriu când a ajuns la Goguryeo. Ploaia nejustificat de puternică a făcut progresul armatei aproape imposibil și a împiedicat transportul proviziilor. Atacurile constante ale forțelor Goguryeo și boala au provocat victime grele. Ajungând la concluzia că armata nu putea atinge singur obiectivul, Yang a decis să se combine cu flota navală a lui Zhou și să continue.
Marina lui Zhou a întâmpinat, de asemenea, propriile provocări, luptând cu mările dure, pierzând multe nave în ciuda rămânerii aproape de coasta. Ori de câte ori au ancorat, detașamentele Goguryeo au fost prezente pentru a ataca marinarii Sui, iar flota Sui a suferit o pierdere devastatoare.

### Inviazia din  612

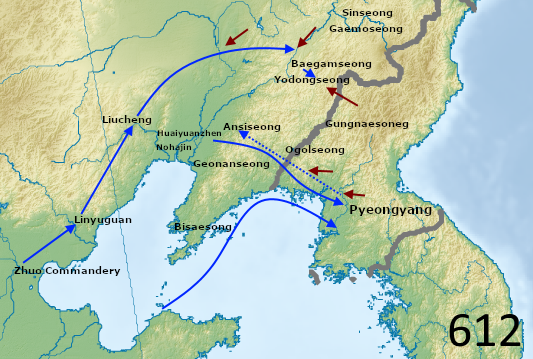
A Doua Invazie Goguryeo-Sui, 612

#### pregătire
Yangdi, când a câștigat tronul în 604, a construit Canalul Mare care leagă nordul și sudul Chinei. Sudul, baza economică a Chinei și nordul, baza politică a Chinei, erau conectate de canal, permițând transportul trupelor pentru campania militară masivă.
După construcția canalului, Yangdi a ordonat înrolarea soldaților în 611. El i-a instruit să se adune în zilele noastre Beijing. Forța adunată până la sfârșitul anului a fost una dintre cele mai mari din civilizație, conform „'[[Cartea lui Sui]' ', care afirmă că 1.133.000 de trupe au fost mobilizate și că trupele de sprijin de mai multe ori a acestui număr. Armata a început să plece la începutul anului 612 și, datorită mărimii sale, a durat 40 de zile pentru ca toți să plece. Linia lungă de soldați se întindea pentru aproximativ 300 de kilometri. Puterea și pierderile ar fi putut fi dezumflate de istoricii chinezi de mai târziu.

#### Campania din Manchuria
Yeongyang 767/5000a renunțat la zona pe care o dobândise după războiul din 598, întrucât zona nu era potrivită pentru a înfrunta o armată atât de vastă. Trupele Goguryeo s-au retras în spatele a ceea ce este acum cunoscut sub numele de râul Liao. Un eveniment norocos pentru Goguryeo a fost că râul s-a topit mult mai devreme decât de obicei. Când a sosit  Yangdi, gheața s-a topit. Nemulțumit, Yangdi a ordonat construirea a trei poduri peste râu. Podurile au fost însă prea scurte pentru a ajunge pe malul opus într-o altă întâmplare norocoasă a apărătorilor, iar atacul lui Goguryeo a oprit cu succes primul atac. Cu toate acestea, după extinderea podurilor, forțele Sui au reușit să treacă râul, iar armata a înconjurat cetățile din Goguryeo.
Yangdi a ordonat generalilor săi înainte de campanii să nu ia decizii individuale cu privire la circulația trupelor, ci să îi raporteze pentru a primi instrucțiuni. Acest ordin a împiedicat strategia Sui de-a lungul campaniei. În timpul campaniei strategice importante împotriva [cetății Yodong], generalul care comandă asediul trebuia să trimită un mesager împăratului pentru aprobarea predării. În momentul în care mesagerul s-a întors, trupele lui Goguryeo erau din nou gata să apere cetatea. Exploatând acest defect în sistemul Sui, Yodong și alte castele din Goguryeo au continuat. Până în iunie, la cinci luni de la începerea campaniei, niciun castel, cetate sau cetate nu a căzut la Sui. Yangdi a considerat că este necesară o schimbare fundamentală a strategiei pentru preluarea controlului Coreei.

#### Campania împotriva Phenianului
Noua strategie a fost menținerea fortărețelor din Goguryeo în [Manchuria]], în timp ce trimitea un contingent de armată și marină pentru a lua Pyongyang, capitala lui Goguryeo. A fost expediat un contingent al armatei, cu o putere de 305.000 și o flotă navală de aproximativ 120.000.

#### Asaltul naval
Marina Sui a ajuns în golful Râului Daedong înaintea armatei. Văzând că armata Sui nu a ajuns încă, Go Geonmu, comandantul armatei de apărare a Goguryeo la Pyeongyang și fratele regelui Yeongyang, a trimis ce puține trupe au rămas în capitală pentru a angaja navalul Sui în luptă. După o logodnă, temând înfrângere, trupele Goguryeo s-au retras în oraș. Comandantul naval Sui, Lai Huni, considerând că aceasta a fost o șansă de a se adăuga la meritul său, a condus o serie de peste 40.000 să atace împotriva lui Pyeongyang.
Cu toate acestea, soldații Sui au ajuns la unul dintre castelele exterioare, au găsit zidul gol și poarta deschisă. La intrarea în castel, Lai, considerând logodna din periferie o mișcare decisivă a lui Goguryeo care a eșuat, a jefuit și a distrus arta și averea castelului exterior.
Odată ce au jefuit castelul, cadavrul care sfidează moartea din Goguryeo, format din 500 de trupe, a embuscat trupele Sui. Confuz și dezorientat, Lai a alergat în flota de pe mare, legiunea sa redusă la doar mii. Dezamăgit de eșecul său.

#### Sui army's campaign
Contingentul armatei, condus de generali Yu Zhongwen și Yuwen Shu, au avut propriile probleme. În timp ce aprovizionarea putea fi transportată în siguranță în China, odată ce a ajuns pe teritoriul Goguryeo, a existat un pericol de ambuscadă din partea forțelor Goguryeo. Yangdi a rezolvat problema instruind fiecărui soldat să-și poarte mâncare pentru sine, ceea ce a sporit foarte mult sarcina fiecărui soldat. Mulți au recurs la renunțarea la mâncare. Când a ajuns în râul Yalu, deficitul de provizioane al armatei era acut.
Yeongyang a decis să evalueze puterea armatei Sui comandând comandantului său Mareșalul de câmp [Eulji Mundeok]] să falsifice termenii de predare și negociere a păcii cu generalii Sui. Generalii Wu și Yuwen aveau propriul ordin secret de la Yangdi de a-l confida pe Yeongyang sau Eulji Mundeok dacă ar trebui să cadă în mâinile lor. Cu toate acestea, consilierii generalii, în special directorul adjunct al Dreptului Departamentului Afacerilor de Stat, Liu Shilong (劉士龍), i-au convins că nu va fi în mod prudent arestarea negociatorilor din tabăra adversă. În cele din urmă, l-au lăsat pe Eulji să se întoarcă la Goguryeo, iar Yu Zhongwen a regretat ulterior decizia sa, încercând să-l ademenească pe Eulji Mundeok. El a trimis un mesaj că dorește să discute mai departe lucrurile, dar Eulji Mundeok, conștient de intențiile lui Wu, nu s-a conformat.
Cei doi generali s-au certat cu privire la următorul curs de acțiune, Yu Zhongwen susținând cu tărie că Eulji Mundeok ar trebui urmărit. Ei au fost de acord că capitala Goguryeo trebuie capturată. În consecință, trupele Sui au început să înainteze spre sud spre Pyeongyang. Eulji Mundeok a manevrat trupele Goguryeo, astfel încât s-au angajat armata Sui de șapte ori pe zi, de fiecare dată înfrângând înfrângerea și retragerea. Strategia ar atrage armata Sui mai adânc în sud, cu percepția victoriei. În cele din urmă, armata Sui a avansat la aproximativ 20 km de Pyeongyang. Ulterior, Yu Zhongwen a recunoscut că trupele sale înaintate sufereau de epuizare și că fortificațiile din Pyeongyang au făcut o campanie imposibilă.
Yu a fost prins într-o dilemă și nu a putut decide cu privire la avans sau retragere. Eulji Mundeok i-a trimis pentru ocazie o poezie:
 Planurile tale divine au împânzit cerurile; Socoteala ta subtilă a cuprins pământul. Câștigi fiecare bătălie, meritul tău militar este mare. De ce să nu vă mulțumiți și să opriți războiul? = înregistrare | isbn = 978-0-393-04011-1 | data = martie 1997 | editor = WW Norton & Co Inc | ediție = 1st | prima = Bruce | ultimul = Cumings}} (.com / books? id = yKN_q-TqYYgC & printsec = versiunea anterioară actualizată în 2005, cu previzualizarea Google). </ref> 
 Când nu a venit niciun răspuns, Eulji a trimis un reprezentant. Planul era acum să ofere împăratului Yeongyang escortei Yangdi pentru a se supune dacă armata Sui s-ar retrage. Profitând de această oportunitate pentru a se retrage, Yu și-a retras trupele spre Sui.

#### Bătălia râului Salsu
Când armata Sui a ajuns la [Bătălia de la Salsu | Salsu]] (se crede a fi actuală [râul Chongchon]]), Goguryeo a încărcat armata Sui rămasă. Eulji Mundeok a apărat cetățile împotriva armatei și marinei Sui timp de câteva luni și a distrus trupele Sui în timp ce se retrăgeau pe teritoriul Goguryeo. Un atac la Salsu (râul Chongchon) a provocat victime masive forțelor Sui. Când armata Sui a ajuns la Salsu, forța lui Eulji Mundeok i-a măcelărit. Textul istoric consemnează că soldații din Sui au trebuit să alerge aproape 200 de kilometri în acea zi pentru a scăpa de moarte. Bătălia de la Salsu a contribuit la cifra masivă de victime generale pentru Sui în timpul campaniei. Împăratul Yang a traversat râul Liao pentru a ataca Goguryeo, inițial, cu 305.000 de bărbați. Doar 2.800 s-au întors.

### A treia invazie de 613
Yangdi a invadat din nou Liaodong în anul următor (613), dar a fost din nou obligat să se retragă fără succes. În timp ce Yangdi era plecat, Yang Xuangan, fiul premierului Yangdi Yang Su, a promovat rebeliunea împotriva Yangdi. Temându-se de atac de pe două fronturi, Yangdi a fost forțat să se retragă și să-și folosească armata pentru a renunța la rebeliunea lui Yang Xuangan.

### A patra invazie din 614
După zdrobirea revoltei, Yangdi a invadat din nou Goguryeo în 614. Deși a reușit să încalce prima linie de apărare a lui Goguryeo fără să surprindă fortăreața de frontieră, nu a putut avansa mult dincolo de râul Liao, din cauza atacurilor constante a lui Goguryeo și obstrucționarea furnizării sale. linii. Yeongyang, văzând o șansă de a pune capăt acestor războaie epuizante, a oferit pace și i-a revenit asociatului lui Yang Xuangan, Husi Zheng (斛斯 政), care a fugit la Goguryeo după revolta lui Yang Xuangan, la Sui. Percepând puținul succes în Goguryeo și nemulțumirea internă din ce în ce mai mare în China, Yangdi a acceptat oferta de pace a lui Yeongyang și a retras trupele Sui de pe teritoriul lui Goguryeo. Cu toate acestea, regele lui Goguryeo nu s-a arătat niciodată să jure loialitate, înfuriându-l pe împăratul Yang, care a trebuit să fie descurajat cu dificultăți de a lansa o altă invazie împotriva lui Goguryeo.

### Urmările
Pierderile suferite de Sui, atât în ceea ce privește viața, cât și resursele, și, prin urmare, încrederea pe care oamenii o aveau în statul Sui, au contribuit la căderea dinastiei Sui. Țăranii, fermierii, soldații, aristocrații și proprietarii s-au ridicat împotriva împăratului împreună cu mulți dintre ofițerii militari ai dinastiei. Yangdi a mutat capitala spre sud în Yangzhou, dar revoltele erau prea răspândite. Fiul  Yuwen Shu, Yuwen Huaji, a devenit un general puternic Sui care a condus o lovitură de succes împotriva Yangdi și l-a omorât personal. Acest lucru ar completa [[tranziția de la Sui la Tang], întrucât ducele de Tang a putut să se proclame pe sine împărat al  o nouă dinastie.